# مجلس الاتحاد (روسيا)
مجلس الاتحاد أو مجلس الفيدرالية (بالروسية: Совет Федерации) هو المجلس الأعلى في الجمعية الاتحادية الروسية (برلمان الاتحاد الروسي)، وفقاً لدستور عام 1993 للاتحاد الروسي.

## تاريخ
بدءاً من عام 1991 كان عمل مجلس الاتحاد بمثابة هيئة تنسيق ثم هيئة استشارية. وكان يشكل على أساس السلطتين التنفيذية والتشريعية في الأقاليم الروسية. وتنص الأحكام الانتقالية لدستور عام 1993 على أن القوام الأول لمجلس الاتحاد يتم تشكيله لمدة سنتين على أن ينتخب مندوبان اثنان من كل كيان فيدرالى عن طريق الانتخابات المباشرة. وتألف مجلس الاتحاد الأول المنتخب في 12 ديسمبر عام 1993 من 175 نائباً. ثم حدث إصلاح لمجاس الاتحاد كان من شـأنه أن يقربه من السلطة التنفيذية المركزية. وفي ديسمبر الأول عام 1995 صدر القانون الذي يقضي بأن يدخل المحافظون ورؤساء المجالس التشريعية لكيانات روسيا الاتحادية تلقائياً بحكم وظائفهم في مجلس الاتحاد. اما الإصلاح التالي الذي تقدم به الرئيس بوتين فكان يهدف إلى استبدال المحافظين ورؤساء السلطات التشريعية في الأقاليم بنائبين من كل كيان فيدرالي بحيث يعملان في مجلس الاتحاد على أساس دائم وبشكل محترف. وعند ذلك يعين المحافظ أحدهما، وينتخب المجلس التشريعي في الكيان الفيدرالي ثانيهما. وبدأت مرحلة الإصلاح هذه في مارس عام 2000، وانتهت في 1 يناير عام 2002.
في عام 1991 منح الدستور رئيس الدولة الحق بتعيين رؤساء الإدارات الإقليمية. ومنذ عام 1992 سُمح لبعض رؤساء الأقاليم أن ينتخبوا عن طريق الانتخابات المباشرة. ومنذ عام 1996 باتت هذه القاعدة الانتخابية حكماً إلزامياً لكافة الأقاليم. وثبت هذا المبدأ قانونياً في عام 1999.
في ديسمبر عام 2004 سرى مفعول النظام الجديد للمحافظين. وبموجب هذا النظام يتم إقرار رئيس الإقليم من قبل الهيئة التشريعية المحلية بعد ترشيحه من قبل رئيس روسيا الاتحادية. وفي أواخر عام 2005 منحت الأحزاب الممثلة في الهيئة التشريعية الإقليمية أيضاً حق تقديم مرشح لمنصب رئيس الإقليم.

## رؤساء المجلس
| # | الاسم             | الصورة | استلم          | تنحى           | الكيان الاتحادي     | الحزب                       |
| - | ----------------- | ------ | -------------- | -------------- | ------------------- | --------------------------- |
| 1 | فلاديمير شيوميكو  |        | 13 يناير، 1994 | 23 يناير, 1996 | كالينينغراد أوبلاست | مستقل                       |
| 2 | ييغور ستروييف     |        | 23 يناير, 1996 | 5 ديسمبر, 2001 | أوريول أوبلاست      | مستقل                       |
| 3 | سيرغي ميرونوف     |        | 5 ديسمبر, 2001 | 18 مايو, 2011  | سانت بطرسبرغ        | حزب الحياة الروسي روسيا فقط |
| - | الكسندر تورشين    |        | 19 مايو, 2011  | 21 ستمبر, 2011 | ماري إل             | روسيا المتحدة               |
| 4 | فالنتينا ماتفينكو |        | 21 ستمبر, 2011 | -              | سانت بطرسبرغ        | روسيا المتحدة               |